# مارسل دالیو
مارسل دالیو (فرانسوی: Marcel Dalio‎؛ ۲۳ نوامبر ۱۸۹۹ – ۲۰ نوامبر ۱۹۸۳) یک هنرپیشه اهل فرانسه بود.

## فیلم‌شناسی
از فیلم‌ها یا برنامه‌های تلویزیونی که وی در آن نقش داشته‌است، می‌توان به شبی در لیسبون، کازابلانکا، سابرینا، توهم بزرگ، ویلسون، آوای برنادت، برف‌های کلیمانجارو، قواعد بازی، حرف‌های خودمانی، بال یا ران، ساعت بیست و پنج، داناوانز ریف، امید سفید بزرگ، قدیمی‌ترین حرفه و کارتوش اشاره کرد.

## ازدواج
دالیو با روزنامه نگار فرانسوی مستقر در هالیوود، مادلین [آلنا] پرایم در لس آنجلس ازدواج کرد.